# Heavenly Music
Heavenly Music é um filme de drama em curta-metragem estadunidense de 1943 dirigido e escrito por Josef Berne. Venceu o Oscar de melhor curta-metragem em live-action: 2 bobinas na edição de 1944.

## Elenco
- Fred Brady - Ted Barry
- Mary Elliott - Joy
- Eric Blore - Mr. Frisbie
- Steven Geray - Ludwig van Beethoven
- Fritz Feld - Niccolò Paganini
- Elmer Jerome
- Lionel Royce - Pyotr Tchaikovsky
- Billie Thomas - Gabriel